# Ludmila Aga
Ludmila Aga (n. 1 noiembrie 1949, Chișinău, RSS Moldovenească, URSS) este o cântăreață de operă moldoveancă.

## Biografie
După absolvirea școlii medii în 1966, și-a făcut studiile superioare la Institutul de Arte „Gavriil Musicescu” din Chișinău, în clasa profesorului N. Chiosa (canto).
Cariera de solistă la Opera Națională din Chișinău și-a început-o în 1975. A întreprins turnee în cadrul URSS, cât și în străinătate (Italia, Danemarca, Finlanda, Iugoslavia).
A jucat în:
- Iolanta: partiția titulară
- Evgheni Oneghin: Tatiana
- Dama de pică: Liza
- Paiațe: Nedda
- Trubadurul: Leonora
- Boema: Mimi
- Tosca: partiția titulară

A colaborat cu dirijorii Alexandru Samoilă, Albert Mocealov, Lev Gavrilov, cu regizorii Eugen Platon, Eleonora Constantinov, Mihai Timofti și cu soliștii Maria Bieșu, Mihail Munteanu, Vladimir Dragoș, Valentina Savițchi, Tamara Alioșina-Alexandrova ș.a.

## Premii și distincții
- Maestru Emerit al Artei din Republica Moldova (1993)[1]